# Вебб (Міссісіпі)
Вебб (англ. Webb) — місто (англ. town) в США, в окрузі Таллагачі штату Міссісіпі. Населення — 416 осіб (2020).

## Географія
Вебб розташований за координатами 33°56′52″ пн. ш. 90°20′47″ зх. д. / 33.94778° пн. ш. 90.34639° зх. д. (33.947746, -90.346332).  За даними Бюро перепису населення США в 2010 році місто мало площу 1,09 км², уся площа — суходіл.

## Демографія
Згідно з переписом 2010 року, у місті мешкало 565 осіб у 200 домогосподарствах у складі 133 родин. Густота населення становила 517 осіб/км².  Було 226 помешкань (207/км²).
Расовий склад населення:
| - 85,3 % — чорних або афроамериканців - 11,3 % — білих - 0,9 % — корінних американців - 0,4 % — азіатів |

До двох чи більше рас належало 1,4 %. Частка іспаномовних становила 3,4 % від усіх жителів.
За віковим діапазоном населення розподілялося таким чином: 30,8 % — особи молодші 18 років, 59,6 % — особи у віці 18—64 років, 9,6 % — особи у віці 65 років та старші. Медіана віку мешканця становила 32,3 року. На 100 осіб жіночої статі у місті припадало 85,9 чоловіків;  на 100 жінок у віці від 18 років та старших — 79,4 чоловіків також старших 18 років.
Середній дохід на одне домашнє господарство  становив 33 245 доларів США (медіана — 32 917), а середній дохід на одну сім'ю — 38 458 доларів (медіана — 35 000). За межею бідності перебувало 24,5 % осіб, у тому числі 29,8 % дітей у віці до 18 років та 0,0 % осіб у віці 65 років та старших.
Цивільне працевлаштоване населення становило 98 осіб. Основні галузі зайнятості: публічна адміністрація — 25,5 %, сільське господарство, лісництво, риболовля — 15,3 %, мистецтво, розваги та відпочинок — 13,3 %, освіта, охорона здоров'я та соціальна допомога — 12,2 %.